# Sentinelle sud
Pour plus de détails, voir Fiche technique et Distribution.
Sentinelle Sud est un film français réalisé par Mathieu Gerault, sorti en 2022.

## Fiche technique
- Titre original : Sentinelle Sud
- Réalisation : Mathieu Gerault
- Scénario : Mathieu Gerault, Nicolas Silhol, Noé Debré
- Musique : Evgueni Galperine, Sacha Galperine
- Photographie : Laurent Brunet
- Montage : Guerric Catala
- Décors : Sébastien Danos
- Costumes : Judith de Luze
- Son : François Boudet, Sandy Notarianni, Samuel Aïchoun
- Production : David Coujard
- Sociétés de production : Agat films & Cie - Ex Nihilo, Auvergne-Rhône-Alpes Cinéma
- SOFICA : Cinémage 14, Manon 10
- Société de distribution : UFO Distribution
- Budget : 1,9 million €
- Pays de production :  France
- Langue originale : français
- Format : couleur — 1,85:1
- Genre : drame, thriller
- Durée : 96 minutes
- Date de sortie :
  - France : 27 avril 2022

## Distribution
- Niels Schneider : Christian Lafayette
- Sofian Khammes : Mounir
- India Hair : Lucie
- Denis Lavant : Commandant De Royer
- Thomas Daloz : Henri
- David Ayala : Jean-Claude Abraham
- Maryne Bertieaux
- Marc Prin : Général Saint-Agnan

## Distinctions

### Prix
- Festival international du film de Saint-Jean-de-Luz 2021
  - Prix d'interprétation masculine pour Niels Schneider et Sofian Khammes[1]

### Sélection
- Festival du Premier Film d'Annonay[2]
- Festival international du film de Saint-Jean-de-Luz 2021[3]
- Drôle d'Endroit Pour des Rencontres 2022[4]